# Île Mandjaleane
L'île Mandjaleane est une îlot de Nouvelle-Calédonie dans les îles Belep.

## Géographie
Elle est située à environ 100 m au Sud de l'île Pott.